# Louise d'Épinay
Pour les articles homonymes, voir Épinay (homonymie).
Louise d’Épinay, née à Valenciennes le 11 mars 1726 et morte à Paris le 17 avril 1783, est une femme de lettres française.

## Les premières années
Louise Florence Pétronille Tardieu d'Esclavelles est la fille unique de Louis-Gabriel Tardieu, baron d'Esclavelles (1666-1736) et de Florence-Angélique Prouveur de Preux (1695-1762), mariés à Valenciennes, le 25 avril 1725. Le baron est alors âgé de 58 ans et son épouse, de 30 ans.
Le père de Louise est issu de la noblesse d'épée normande. C'est l'un des plus brillants officiers du règne de Louis XIV. Louis-Gabriel Tardieu est page du roi dans la Grande Écurie en 1682, mousquetaire en 1686, lieutenant en 1689, brigadier des Armées du roi en 1719, lieutenant-colonel en 1721 et gouverneur de la citadelle de Valenciennes en 1723. Nommé Commandeur de l'ordre de Saint-Louis par Louis XV, il meurt le 7 décembre 1736 au château de La Briche à Épinay-sur-Seine, lorsque sa fille a dix ans. L'éducation de Louise est lamentablement négligée par sa mère, laquelle se montre par ailleurs bien peu aimante. L'œuvre de Louise vient tout entière des regrets et des frustrations suscités par cette éducation. Comme cela se faisait fréquemment à l'époque, elle est mise dans un couvent de 1737 à 1739, dans l'attente du mariage.
Louise est mariée à l'âge de dix-neuf ans, le 23 décembre 1745 en l'église Saint-Roch à Paris, à son cousin germain, Denis-Joseph Lalive d'Épinay (1724-1782). Celui-ci est l'aîné des fils de Marie-Thérèse-Josèphe Prouveur (la sœur de Florence-Angélique) et du financier Louis-Denis Lalive de Bellegarde qui prend en 1742 le titre de marquis d'Épinay ; Denis-Joseph sera destitué de son poste de fermier général en 1762. Par son mariage, Louise devient marquise d’Épinay et belle-sœur de la femme du monde et épistolière, Sophie Lalive de Bellegarde, comtesse d'Houdetot.
Les premières années de cette union sont heureuses et le couple a deux enfants dont une fille morte en bas âge. Mais Louise souffre vite des infidélités de son époux et de ses dépenses inconsidérées. Pour tous ces motifs, elle demande une séparation de biens, qu'elle obtient le 14 mai 1749, ce qui lui assure une position financière moins inconfortable.

## L'amie de Rousseau et de Grimm

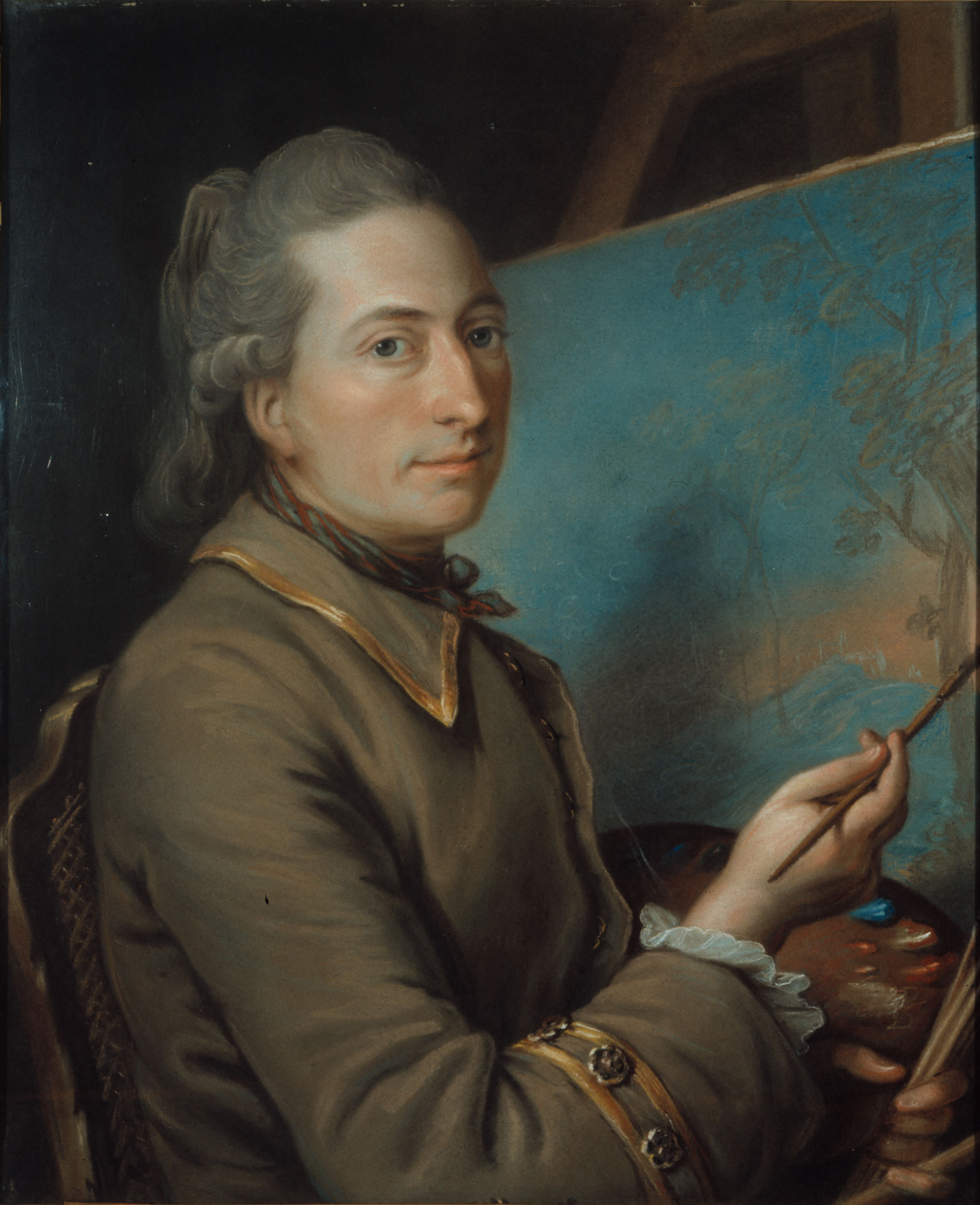
Louis Dupin de Francueil
avec qui Louise entretient une relation après sa séparation avec son époux, Denis Joseph Lalive d'Épinay.

Fréquentant les salons littéraires de l’époque et recevant elle-même des écrivains illustres, son amant Louis Dupin de Francueil, futur grand-père de George Sand, lui présenta, vers 1747, Jean-Jacques Rousseau avec qui elle se lia d’amitié.
En avril 1756, elle fait aménager pour lui, près de son parc de la Chevrette, dans la vallée de Montmorency, la petite maison restée célèbre sous le nom d’Ermitage : « [cette maison] est située dans la plus belle vue. Il y a cinq chambres, une cuisine, une cave, un potager d'un arpent, une source d'eau vive, et la forêt pour jardin ». C'était un peu avant que le baron Grimm, que Rousseau avait présenté à sa bienfaitrice, entre dans l’intimité de celle-ci. Grimm, qui avait alors 33 ans, l'estimait beaucoup. Il a été un ami fidèle jusqu'à la fin de sa vie, soit durant 27 ans, « dans une égalité rare de confiance, d'affection et de fidélité ». Elle en a fait le dépositaire de son roman, dans lequel elle trace d'ailleurs son portrait.
Rousseau se brouille avec Mme d'Épinay lorsqu'il la soupçonne d'avoir critiqué publiquement la passion violente et non partagée qu'il éprouvait pour Sophie d’Houdetot, belle-sœur de Louise. Après bien des malentendus, Rousseau quitte finalement l'Ermitage le 15 décembre 1757.
Rousseau la présente ainsi dans ses Confessions : « Elle était aimable, avait de l’esprit, des talents [...] La nature [lui] avait donné, avec un tempérament très exigeant, des qualités excellentes pour en régler ou racheter les écarts. » Tout en appréciant la résidence qu'elle lui offre à l'Ermitage, il finit par s'impatienter d'être convoqué à son service : « elle s’était fourré dans la tête de faire bon gré mal gré des romans, des lettres, des comédies, des contes, et d’autres fadaises comme cela. [...] Mais ce qui l’amusait n’était pas tant de les écrire que de les lire ; et s’il lui arrivait de barbouiller de suite deux ou trois pages, il fallait qu’elle fût sûre au moins de deux ou trois auditeurs bénévoles. »
Il est difficile de dire jusqu’à quel point il a exagéré, dans la suite du texte, les torts de ses ennemis, et si ses récriminations contre Louise d’Épinay elle-même sont exagérées mais, malgré cette brouille définitive, Rousseau et Louise d’Épinay auront eu l’un sur l’autre une influence très importante, notamment sur les sujets de l’éducation des enfants, du lien parent-enfant et de l’allaitement maternel.

## Le salon de Louise d’Épinay

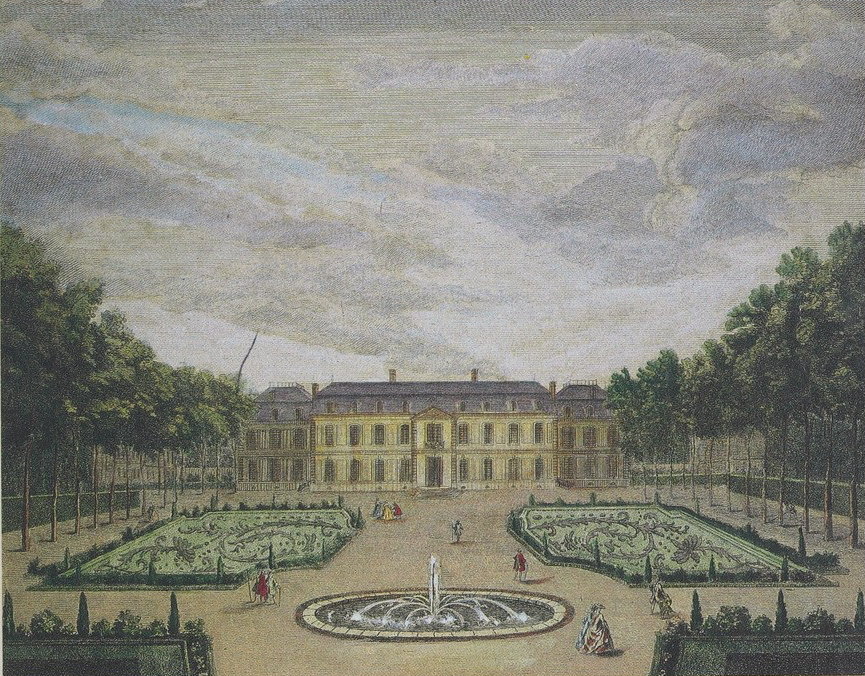
Le Château de la Chevrette
à Deuil-la-Barre

Peu après sa rupture avec Rousseau, Louise d’Épinay se mit à vivre dans la retraite et dans un cercle restreint de lettrés et de philosophes. Elle accueillait régulièrement dans son château de la Chevrette à Deuil près de Montmorency puis, à partir de 1770, à Paris, les beaux-esprits du siècle, au premier rang desquels son amant Grimm, son mentor et son conseiller moral, Diderot, D’Alembert, Marivaux, Charles Pinot Duclos, Marmontel, Jean-Nicolas Dufort de Cheverny, Michel-Jean Sedaine, le marquis Jean-François de Saint-Lambert, Jean-Baptiste-Antoine Suard, Damilaville, Francueil, Aimable le Roy, Raynal, D’Holbach, l’abbé Galiani, Voisenon et Bernard-Joseph Saurin, le comte de Creutz, le marquis de Mora, le comte de Fuentès, le baron Gleichen et Lord Stormont.
Elle était également l'amie de Voltaire, qui a dit d'elle : « Ma philosophe, c'est un aigle dans une cage de gaze ».
En 1778, elle reçoit avec son ami Grimm le jeune Mozart qui effectue son second séjour à Paris avec sa mère.

## Décès
Le 15 avril 1783, Mme d'Épinay s'éteint des suites d'une longue maladie, probablement un cancer. Elle est inhumée le 17 avril suivant, dans la paroisse de Sainte-Marie-Madeleine de la Ville-l'Evêque à Paris.

## Descendance
Louise d'Épinay a eu quatre enfants :
- Louis-Joseph Lalive d’Épinay (25 septembre 1746 - 10 avril 1813), militaire, éditeur et musicien.
- Françoise-Suzanne-Thérèse de Lalive (24 août 1747 - 3 juin 1748).
- Angélique-Louise-Charlotte (1er août 1749 - 1er juin 1824), reconnue par Denis d'Épinay bien que le père naturel soit vraisemblablement Louis Dupin de Francueil.
- Jean-Claude Leblanc de Beaulieu, fils lui aussi de Dupin de Francueil, est né à Paris le 29 mai 1753, placé dans une ferme. Evêque de Soissons de 1802 à 1820 puis d'Arles. Jean-Claude Leblanc de Beaulieu meurt le 13 juillet 1825 au séminaire des Missions étrangères de Paris[10].

Elle était également la marraine du peintre parisien Louis-Roland Trinquesse (1746-1799).

## Œuvres

### Histoire de Madame de Montbrillant(ouLes Contre-Confessions)
Dès 1757, elle avait entrepris la rédaction d'un roman par lettres afin de rivaliser avec Julie ou la Nouvelle Héloïse que son ami Jean-Jacques venait de commencer à rédiger et dont il lui avait communiqué les deux premiers cahiers. L'Histoire de Madame de Montbrillant est une œuvre de fiction qui s'inspire de sa vie intime mais aussi du roman de Richardson, Clarisse Harlowe. Le roman est centré sur le vécu d'une femme — grossesse, maternité, soins des enfants — sans ignorer les soucis d'argent et le rôle que lui impose son statut social. S'étant rendu compte que son mari était volage et ne l'aimait pas, l'héroïne en vient à suivre les conseils d'une amie qui la presse de le tromper. On voit ainsi naître sa liaison avec Francueil, dont elle aura deux enfants.
Comme Mme d'Épinay tenait un salon fréquenté par les philosophes et l'intelligentsia de l'époque, son roman met en scène nombre de personnages de son entourage sous des noms d'emprunt, notamment Rousseau (René), Grimm (Volx) et Diderot (Garnier). On y croise aussi Melle Quinault, le romancier Duclos, le marquis de Saint-Lambert, le chanteur d'opéra Pierre de Jélyotte, le dramaturge Desmahis, la cantatrice Marie Fel, le baron d'Holbach, les médecins Paul-Jacques Malouin et Théodore Tronchin, la comtesse d'Houdetot, le duc d'Orléans, le maréchal d'Estrées, le marquis de Croismare et Alexandre Deleyre.
Lorsque la nouvelle se répand que Rousseau avait entrepris la rédaction de ses Confessions, Grimm et Diderot craignirent que l’écrivain ne règle ses comptes avec ses anciens amis. « Afin de faire pièce aux Confessions, dont les séances de lecture par Rousseau avaient commencé le 7 novembre 1770, les trois amis procédèrent à des remaniements portant principalement — mais pas exclusivement — sur le personnage de René afin de fournir des éléments à charge contre lui, la version rédigée par la seule Mme d’Épinay leur paraissant insuffisamment documentée, ou insuffisamment sévère. »
Dédaignant la gloire littéraire, Mme d'Épinay n'avait pas l'intention de publier son roman mais se contentait d'en faire lecture dans son cercle. En mourant, elle confie son manuscrit, qui ne comporte pas de titre, à Grimm, qui le remet à M. Lecourt de Villières lorsqu'il doit quitter la France. L'ouvrage est publié pour la première fois en 1818 chez Brunet sous le titre trompeur de Mémoires et correspondance de Madame d’Épinay, dont sont absents plusieurs cahiers, notamment le début et la fin. L'intérêt que ce livre suscite auprès de la critique, notamment chez Sainte-Beuve et les frères Goncourt, entraine plusieurs rééditions dans lesquelles les noms fictifs sont remplacés par les noms des personnages réels, exemple typique de manipulation marchande. En 1951, Georges Roth publie la première édition intégrale sous le titre Histoire de Madame de Montbrillant et sous-titrée Pseudo-Mémoires de Madame d'Epinay. Le roman est réédité en 1989 sous le titre Les contre-confessions suivi du sous-titre Histoire de Madame de Montbrillant. Le choix de ce titre a été critiqué, car il place cet ouvrage de fiction « dans l'ombre de Rousseau » et masque le fait qu'il s'agit d'une « œuvre littéraire pleinement autonome contant la destinée d'une femme depuis son enfance jusqu'à sa mort. » Ce roman est désormais considéré comme un des chefs-d’œuvre de la littérature féminine du XVIIIe siècle.

### Mes moments heureux
Publié sans nom d'auteur à Genève en 1758, cet ouvrage contient une trentaine de lettres et textes divers. Il commence par le portrait qu'elle a tracé d'elle en mars 1756 : 

« Je ne suis point jolie, je ne suis cependant pas laide. Je suis petite, maigre, très bien faite. J'ai l'air jeune, sans fraicheur, noble, doux, vif, spirituel et intéressant. Mon imagination est tranquille, mon esprit est lent, juste, réfléchi et sans suite. J'ai dans l'âme de la vivacité, du courage, de la fermeté, de l'élévation et une excessive timidité. [...] Je suis très ignorante; toute mon éducation s'est bornée à cultiver des talents agréables et à me rendre habile dans l'art de faire des sophismes. »

### Lettres à mon fils

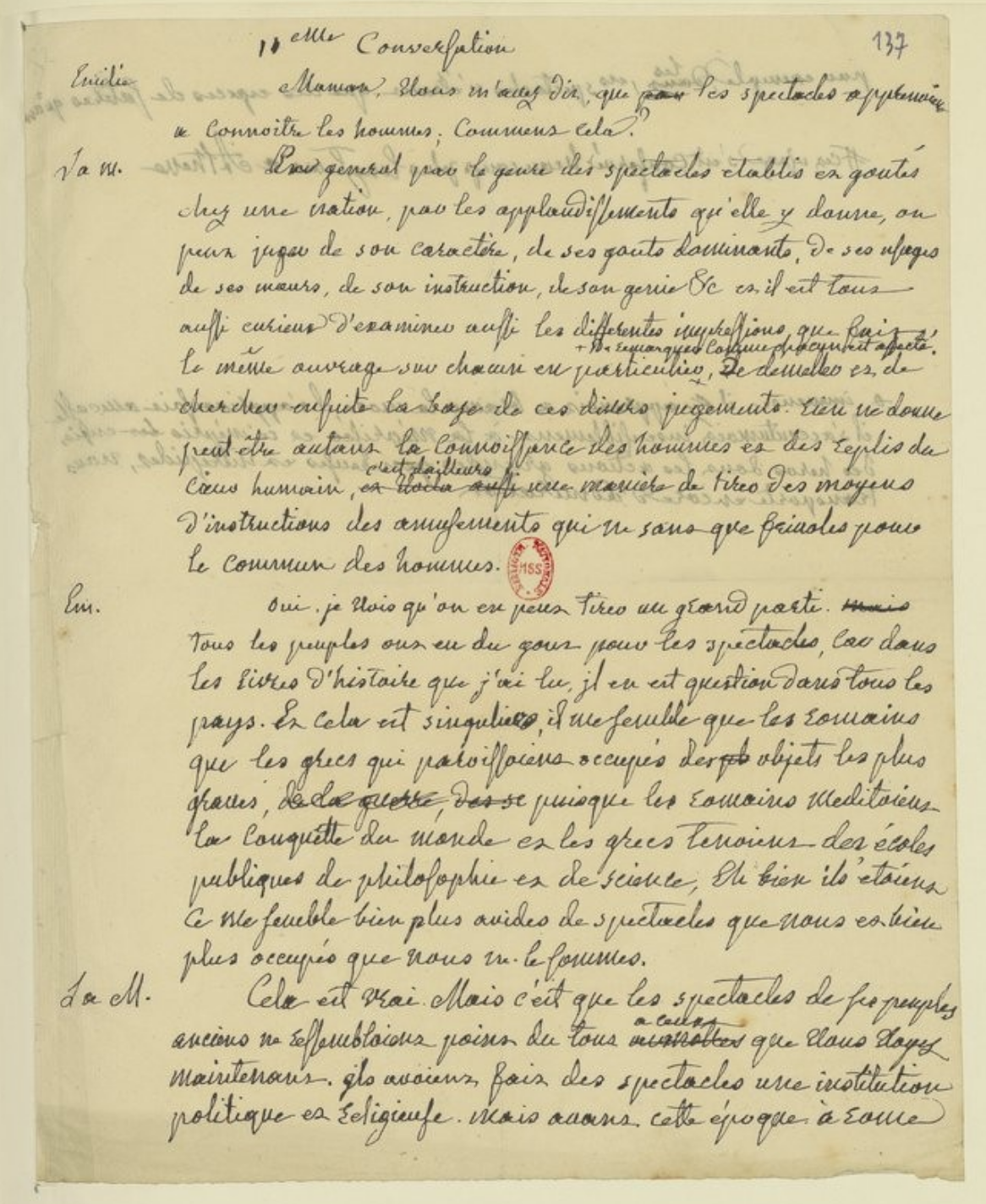
Page extraite du manuscrit des Conversations d'Émilie

Publié à Genève en 1758 (in-8°).

### LesDialogues sur le commerce des blés(1769-1770)
À son retour forcé en Naples, en 1769, Ferdinando Galiani laisse à Diderot et Louise d'Epinay, son manuscrit des Dialogues sur le commerce des blés pour qu'ils en achèvent les corrections et en assurent la publication. Louise d'Epinay rendit consciencieusement compte de l'évolution de ces travaux dans l'abondante correspondance qu'elle échangea avec l'auteur dès son départ de Paris.

### L'amitié de deux jolies femmessuivi deUn rêve de mademoiselle Clairon
D'abord publiés par Diderot dans la Correspondance littéraire en septembre et octobre 1771, ces dialogues ont été recueillis en volume pour la première fois en 1885. Dans le premier de ces dialogues, deux jolies femmes discutent de l'importance respective du physique et des qualités morales chez un amant. Des positions diamétralement opposées les amènent à rompre une amitié qui durait depuis six mois.
Dans Un rêve de mademoiselle Clairon, une célèbre actrice donne des conseils à deux jeunes gens qui veulent devenir acteurs. Alors que le premier ne saisit pas le bien-fondé des commentaires qu'elle lui fait, le second se montre extrêmement réceptif, ce qui permet à l'actrice de développer ses théories. Selon Maurice Tourneux, premier éditeur de ce texte, les considérations sur l'art du comédien sont très proches de celles que l'on trouve dans le Paradoxe sur le comédien de Diderot, ce qui laisse soupçonner que ce dernier pourrait avoir contribué au texte de Mme d'Épinay.

### Les Conversations d'Émilie
En 1774, elle publie Les Conversations d’Émilie, sous-titré Conversations entre une mère et sa fille. Il s'agit d'une douzaine de dialogues composés en vue de l’éducation de sa petite-fille, Émilie de Belsunce, qu’elle éleva comme sa propre fille. Elle introduit parfois des apologues et des contes visant à illustrer des principes de conduite. Pénétrée des principes d'éducation développés par Rousseau dans L'Émile, elle préconise pour Émilie une démarche pédagogique naturelle et bannit la mémorisation de données qui dépassent l'entendement d'un enfant.
La seconde édition, publiée en 1781, a subi plusieurs modifications et a reçu le prix d’utilité de l’Académie française en 1783, peu de temps avant la mort de l’auteur.

### Correspondance privée
Louise d’Épinay a laissé une abondante correspondance échangée avec Ferdinando Galiani, Jean-Jacques Rousseau, Voltaire, Buffon, D’Alembert, Denis Diderot, Richardson...

### Contributions à laCorrespondance littéraire
En son absence, Grimm, son amant, confie la direction de la Correspondance littéraire à Louise d’Épinay et à Denis Diderot.